# Balduin Dahl
Christian Florus Balduin Dahl (6 d'octubre de 1834 – 3 de juny de 1891) fou un compositor i director d'orquestra danès.
Dahl es va convertir en el successor d'Hans Christian Lumbye en 1872 com a director d'orquestra a la sala de concerts de Tivoli i durant molts anys va ser una persona musical molt popular dintre la música danesa. Dahl va compondre prop de 150 melodies de ball.